# WASP-66
WASP-66 — звезда, которая находится в созвездии Насос на расстоянии приблизительно 1239 световых лет от нас. Вокруг звезды обращается, как минимум, одна планета.

## Характеристики
WASP-66 является звездой 11,6 видимой звёздной величины, которая по размерам и массе превосходит наше Солнце. Её масса и радиус равны 1,30 и 1,75 солнечных. Светимость почти в 3 раза больше солнечной. Температура поверхности составляет около 6580 кельвинов.

## Планетная система
В 2011 году группой астрономов, работающих в рамках программы SuperWASP, было объявлено об открытии планеты WASP-66 b в системе. Она представляет собой горячий газовый гигант с массой и радиусом, равными 2,32 и 1,39 юпитерианских соответственно. Масса и размеры говорят о том, что у WASP-66 b существует ядро, насыщенное тяжёлыми элементами. Планета обращается на расстоянии около 0,05 а.е. от родительской звезды, совершая оборот за четверо с лишним суток. Открытие планеты было совершено транзитным методом.